# Солонцовский (Воронежская область)
Солонцовский — посёлок в Таловском районе Воронежской области России. Входит в состав Нижнекаменского сельского поселения.

## География
Посёлок находится на северо-востоке центральной части Воронежской области, в степной зоне, на расстоянии примерно 14 километров (по прямой) к юго-востоку от рабочего посёлка Таловая, административного центра района. Абсолютная высота — 199 метров над уровнем моря.
Часовой пояс
Посёлок Солонцовский, как и вся Воронежская область, находится в часовой зоне МСК (московское время). Смещение применяемого времени относительно UTC составляет +3:00.

## Население
| 2010 |
| ---- |
| 0    |

## Улицы
Уличная сеть посёлка состоит из одной улицы (ул. Солонцовская).